# Mocador

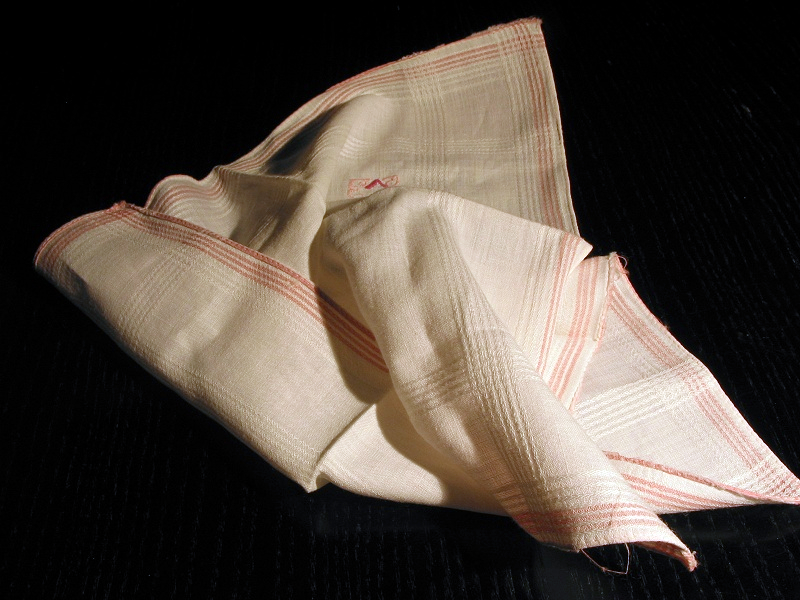
Mocador per treure's els mocs

Un mocador és una peça de roba que tant serveix per mocar-se o per complementar el vestuari habitual. La primera funció es comparteix amb els mocadors de paper o kleenex, mentre que el mocador com a part de la indumentària s'inscriu en la línia de la bufanda, la bandana, el xal o altres peces d'indumentària que cobreixen el coll. Es distingeix d'aquests per la seva forma quadrada i la seva mida petita. Sembla provenir de Roma, si bé no es va popularitzar fins al Renaixement.

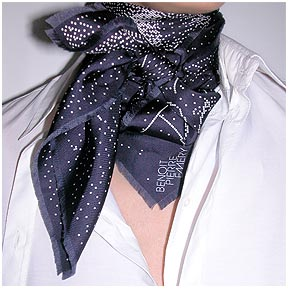
Mocador de coll

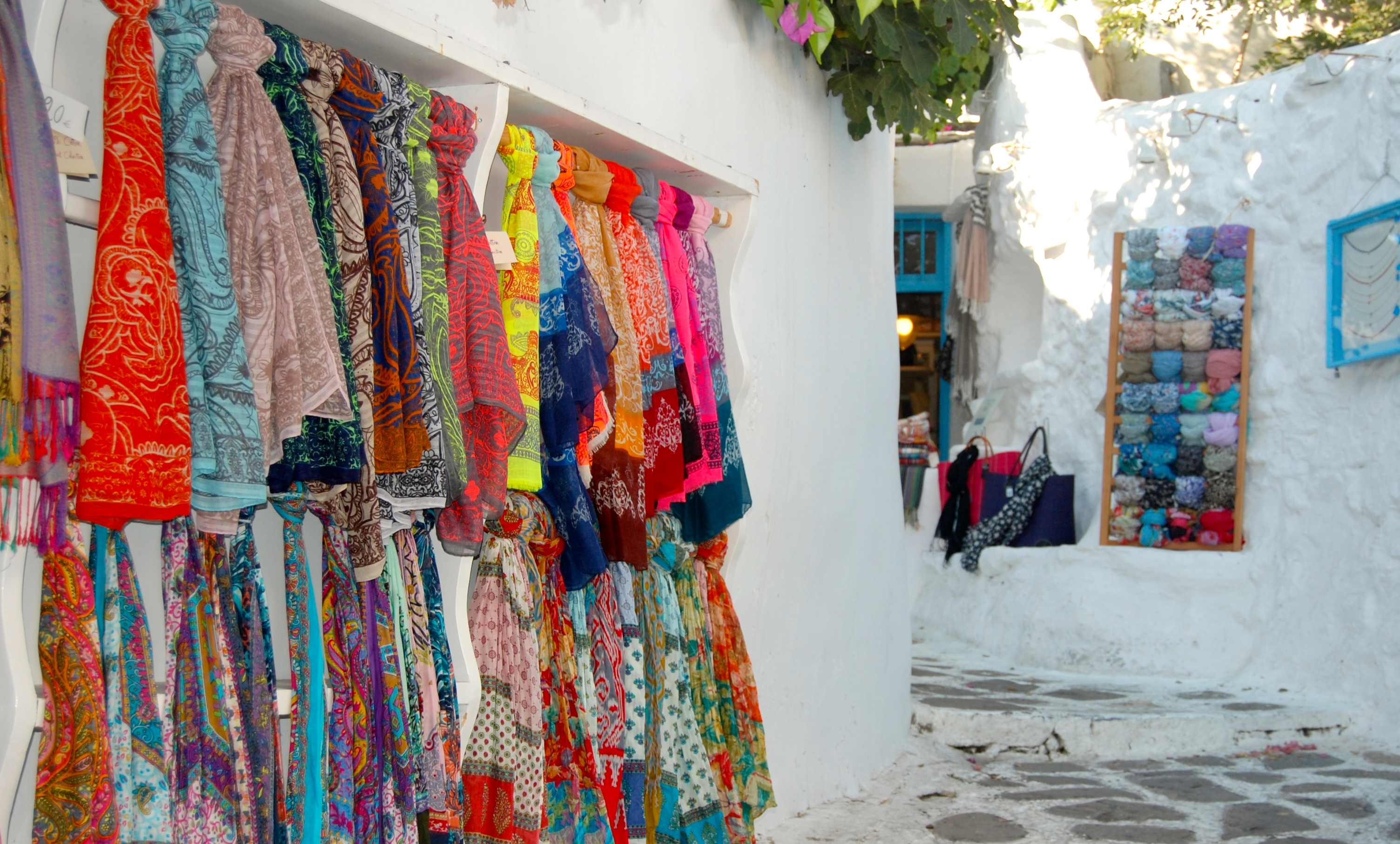
Mocadors de coll a Míkonos, Grècia

El mocador es porta a la butxaca, envoltant el coll o bé tapant el cap, on va esdevenir el vel i la mantellina, entre altres peces de roba (especialment per a les dones). Els obrers el portaven al segle xx sobre el cap amb dos nusos per protegir-se del sol. Alguns homes duen un de doblegat a la butxaca de l'americana, de vegades del mateix teixit que la corbata. Una altra manera de portar-lo, tant per homes com per dones, és a l'estil pirata, cobrint la part superior del cap, incloent el front, i lligant-lo al darrere amb un nus; això es pot fer amb un mocador llarg o bé amb una bandana, un de quadrat i petit, doblegat a la diagonal, que al seu origen duien els texans al coll. Els mocadors quadrats, rectangulars o triangulars, de mida gran, es porten sovint per abrigar i decorar, al voltant del coll. El pareo és un tipus de mocador que s'usa com a vestit o faldilla i el sari no deixa de ser un mocador de mida gran.
El mocador al cap es va posar molt de moda als anys seixanta, època a la qual les dives del cinema solien portar-lo nuat al voltant del coll i amb grans ulleres de sol fosques, imatge que es considerava molt elegant i sofisticada. Entre d'altres, van seguir aquesta moda Audrey Hepburn, Sofia Loren, Grace Kelly, Jacqueline Kennedy, etc.

## Usos culturals del mocador
El mocador serveix com a advertència, per exemple lligat als vehicles o fent-lo onejar per la finestra del cotxe com a signe d'emergència.
És tradició agitar un mocador en acomiadar-se d'algú, per exemple en un tren o vaixell. Potser l'origen rau en el fet que la persona plorava en dir adéu o bé en què la mida de la roba i el seu tradicional color blanc permetia que fos visible des de la distància. A l'esport, per contra, agitar un mocador és un signe de protesta del públic.
Des de l'edat mitjana, però sobretot al Romanticisme, tenia una funció galant: la dona deixava caure un mocador perquè l'home el recollís i pogués establir una conversa o bé guardar-lo amb el seu perfum per al record.
L'escoltisme identifica els grup de pertinença amb un mocador al coll de ratlles de diferents colors.
El joc del mocador és un joc molt popular que consisteix a alinear dos equips a banda i banda d'una persona neutral, a una certa distància, que sosté un mocador amb la mà i crida un número. Cada persona, a ambdós equips té assignat, en secret per l'altre equip i la persona neutra, un d'aquests números, i en ésser cridat competeix amb el de l'altre equip per arribar abans i treure el mocador.
Els mocadors es fan servir en diversos balls i danses tradicionals, i també com a accessori a la dansa contemporània. L'ús pot ser el de fer servir un gran mocador fi per a fer-lo moure a l'aire, o cobrir i descobrir diverses zones del cos o fer-li fer certs moviments. Un altre ús molt estès és el de lligar-lo a la cintura o als malucs, per a destacar aquesta part del cos quan es mou: això ho fan molt les dones a la dansa clàssica espanyola, al flamenc i a la dansa del ventre, per exemple. Una dansa oriental es diu dansa dels set vels, se suposa que la ballarina estava vestida amb ells i se'ls anava traient un a un.
Entre els gitanos, la prova del mocador serveix per comprovar la virginitat de la dona abans de casar-se. Una vella de la comunitat, amb el testimoni de la família, introdueix un mocador a la vagina de la núvia per veure si surt tacat i es pot casar segons el ritu gitano. Aquesta prova no es practica a totes les comunitats romanís.

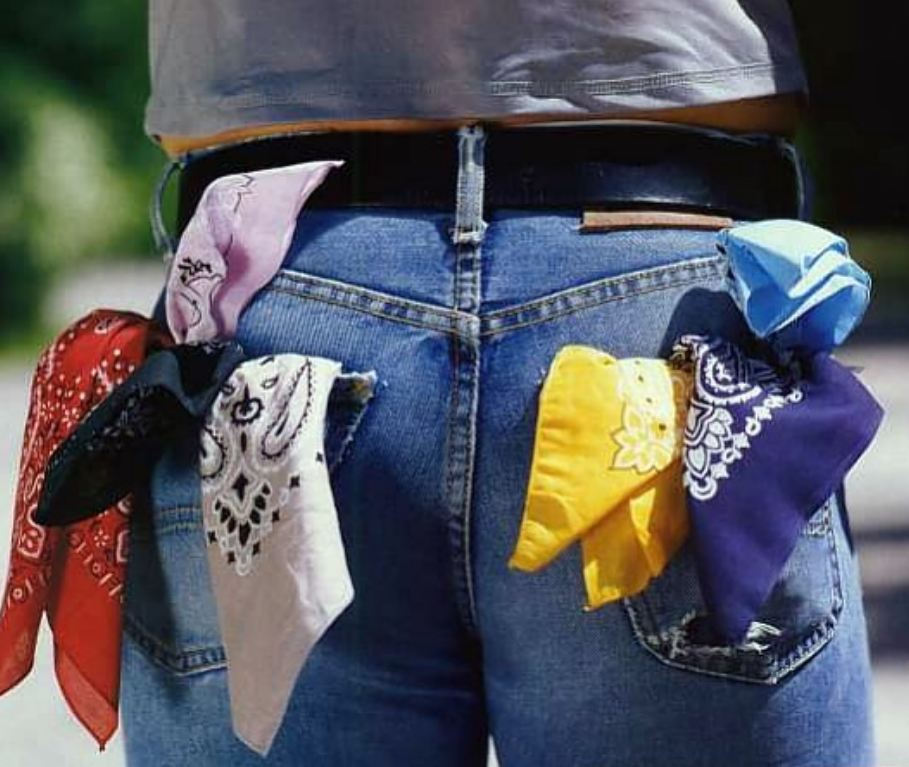
Mocadors de l'hanky code gai

Dins de la comunitat gai, el hanky code o codi del mocador, un joc del color i del costat de portar un mocador solien significar les preferències sexuals i els fetitxos. Un mocador a la butxaca esquerra significa una actitud activa, a la butxaca dreta una passiva i al coll ambdues. L'habitud es perd.
Mocador a la indumentària tradicional: Vegeu Indumentària_tradicional#Cap. Referenciat a Cançó del lladre com "mocador a la falcia".